# ピニョーネ
ピニョーネ(Pignone)は、イタリア共和国リグーリア州ラ・スペツィア県にある、人口約500人の基礎自治体（コムーネ）。

## 地理

### 位置・広がり

#### 隣接コムーネ
隣接するコムーネは以下の通り。
- ベヴェリーノ
- ボルゲット・ディ・ヴァーラ
- レヴァント
- モンテロッソ・アル・マーレ
- ヴェルナッツァ

### 地震分類
イタリアの地震リスク階級 (it) では、3 に分類される
。

## 行政

### 分離集落
ピニョーネには、以下の分離集落（フラツィオーネ）がある。
- Cappelletta, Casale, Catornola, Faggiona, Monti, Villa